# Balgere, Chitapur
Balgere là một làng thuộc tehsil Chitapur, huyện Gulbarga, bang Karnataka, Ấn Độ.